# Tristaniopsis elliptica
Tristaniopsis elliptica är en myrtenväxtart som först beskrevs av Otto Stapf, och fick sitt nu gällande namn av Peter G.Wilson och John Teast Waterhouse. Tristaniopsis elliptica ingår i släktet Tristaniopsis och familjen myrtenväxter. Inga underarter finns listade i Catalogue of Life.